# GoJet Airlines
GoJet Airlines is een luchtvaartmaatschappij met hoofdkantoor in Bridgeton, Missouri, Verenigde Staten en is volledig in handen van Trans States Holdings een bedrijf met 570 werknemers. Het bedrijf werkt samen met United Express. De thuisbasis is Lambert–St. Louis International Airport met hubs in O'Hare International Airport, Denver International Airport en Washington Dulles International Airport.

## Geschiedenis
De luchtvaartmaatschappij werd eind 2004 opgericht door de eigenaars van Trans States Holdings. GoJets eerste vlucht stond gepland op 4 augustus 2005 maar vond pas op 4 oktober 2005 plaats.

## Vloot
De vloot van GoJet Airlines bestaat uit de volgende vliegtuigen:
| Vliegtuig          | Aantal | Passagiers (First/Economy Plus/Economy) |
| ------------------ | ------ | --------------------------------------- |
| Bombardier CRJ-700 | 25     | 66 (6/28/32)                            |

Alle vliegtuigen worden geëxploiteerd als United Express en Delta Connection.
De vliegtuigen van GoJet (CRJ-700) zijn uitgerust met motoren zoals die van de 900-serie, de General Electric C34-8C5B1. De luchtvaartmaatschappij heeft opties op nog 35 CRJ-700's.